# Skúvoy

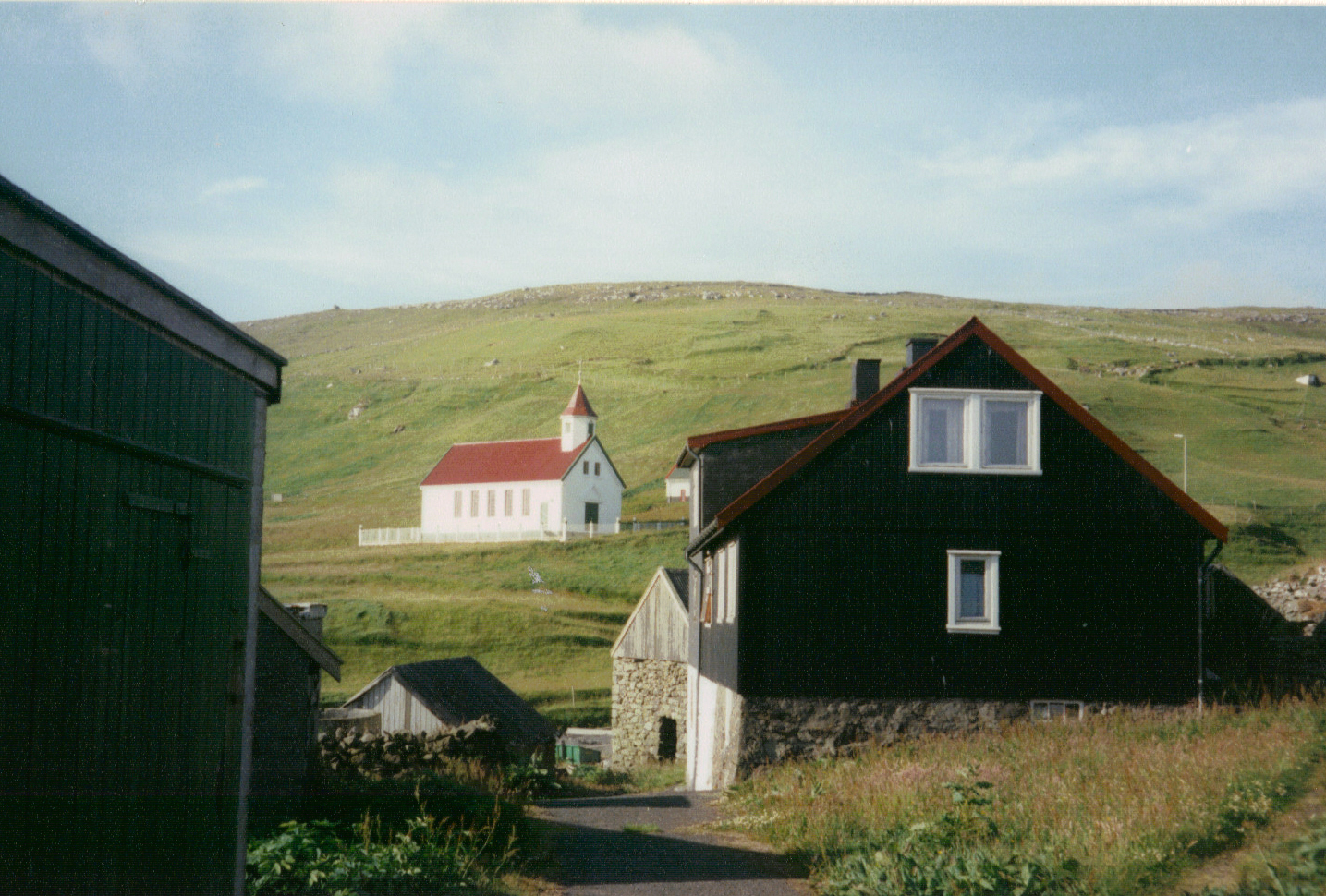
L'església (1937) al poblet de Skúvoy

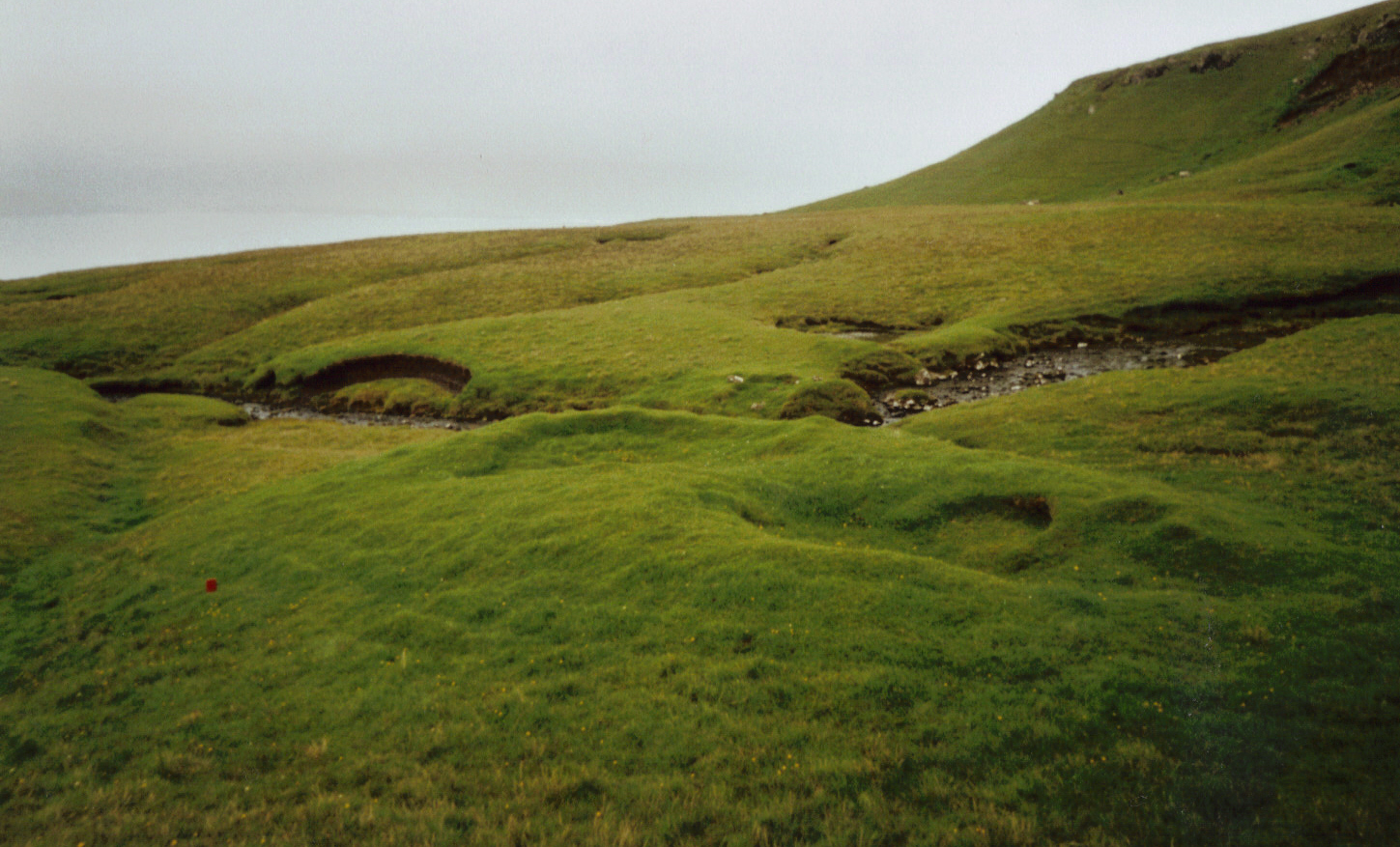
Ruina de la cabana de Rannvá

Skúvoy és una illa de l'arxipèlag de Fèroe situada al sud de Sandoy i al nord-oest de Stóra Dímun.
El seu nom deriva d'una espècie autòctona de gavina molt abundant a la zona. En general acostuma a atacar els qui s'endinsen a les seves àrees, essent perillosa per a la població humana. Tot i això, durant la primera setmana de juny, és tradicional de collir-ne els ous, que han esdevingut part de la gastronomia típica de la zona.
- Extensió: 9.9 km² (la cinquena més petita de tot l'arxipèlag)[1]
- Població: 30 habitants (2020)[1]
- Punt més alt: Knútur, 392 metres. Un altre pic d'importància és el Heyggjurín Mikli de 391 metres. A més, cal esmentar la presència de múltiples penya-segats situats a la costa occidental l'altura de la qual varia entre els 300 i els 400 metres.

El municipi homònim no només comprèn la població de Skúvoy situada en aquesta illa, sinó també els residents de la localitat de Dímun, un llogaret de Stóra Dímun.

## Història
L'illa és esmentada a la Føroyinga søga ("la Saga dels feroesos"), com a lloc de naixença de Sigmundur Brestisson.
Nascut aproximadament l'any 961 va ser fill de Brestir i Cæcilia. A l'edat de 9 anys va ser testimoni de l'assassinat dels seus pare i germà, fet que li marcaria la major part de la seva vida. Durant molts anys va intentar venjar aquest assassinat per, finalment, convertir-se al cristianisme el 999. Ja com a membre d'aquesta religió, va dur a terme la construcció de la primera església de l'arxipèlag i s'encarregaria de cristianitzar els seus conciutadans.
La llegenda conta que, sent perseguit per Tróndur í Gøtu, va tractar d'escapar saltant al mar i nedant la distància que separa l'illa de la població de Sandvík (a l'illa de Suðuroy) (aproximadament uns 15 quilòmetres). Exhaust, va ser trobat a la costa per Torgrimur Illi, que el va decapitar per robar-li el seu braçalet d'or.
La seva tomba, coneguda com la Sigmundarsteinur es troba en el cementiri del poble de Skúvoy i és una de les restes medievals de major importància que es poden trobar en l'arxipèlag. Una característica curiosa de la seva làpida és l'absència de caràcters rúnics, que eren els habitual en aquella època. Enlloc seu es pot observar una petita creu.
Un altre esdeveniment històric relacionat amb l'illa és la incidència que hi va tenir la pesta negra. La tradició conta que el segle xiv tots els habitants van morir per culpa d'aquesta malaltia, llevat d'una jove dona, Rannvá. La ruina de la seva cabana (Rannvátoftir) es preserva encara avui al vall Fagradalur al nord de l'illa.
En el segle xviii una altra malaltia, la verola, va delmar novament la població de l'illa.

## Població
Skúvoy forma part del grup d'illes anomenades Útoyggjar (illes exteriors o perifèriques en feroès), que tenen en comú la mala comunicació amb la resta d'illes i escassa població.